# Corey Webster
Corey Jonas Webster (Vacherie, Luisiana, 2 de março de 1982) é um jogador profissional de futebol americano estadunidense que foi campeão da temporada de 2007 e de 2011 da National Football League jogando pelo New York Giants.